# Oplodnja
Oplodnja je stapanje muških i ženskih spolnih stanica (spermija i jajnih stanica).
Oplodnja počinje sjedinjenjem haploidnih spolnih stanica-spermija i jajne stanice koje se uglavnom odvija u jajovodima. Spermij prodire kroz membranu jajne stanice. Iz glave spermija koji je ušao u jajnu stanicu oslobađa se predjezgra s haploidnim brojem kromosoma. Predjezgra se udružuje u jajnoj stanici s haploidnom predjezgrom jajne stanice te nastaje prava jezgra oplođene stanice - zigote s potpunim brojem kromosoma (2n=46). U nastavku slijedi niz mitotičkih dioba, koji prelazi iz dvostaničnog oblika u četverostanični oblik, pa dalje u rani zametak s 8,16, 32, 64,128 itd. stanica. Nakon otprilike 72 sata nastaje zametni mjehurić sastavljen od većeg broja stanica. Mjehurić se sastoji od vanjskog sloja stanica i unutarnje mase stanica - embrioblasta, iz kojih se intenzivnom diobom razvija zametak čovjeka. Obložnim stanicama mjehurića rani zametak će se za 7 do 8 dana ugnijezditi u dobro prokrvljenu sluznicu maternice. Ovdje se zametak hrani iz podloge sluznice maternice, dok se ne izgradi posteljica. Zametni razvoj teče postupno s razvojem zametnih listića iz kojih će se u zametku razvijati pojedini organi i organski sustavi (probavilo, jetra, pluća, srce, krvne žile, kosti, mišići, mokraćni i spolni organi te živčani sustav s osjetilima). Kada se jajna stanica oplodi jednom nije moguće da se oplodi ponovo. Jednojajčani blizanci nastaju kada se oplođena jajna stanica podijeli na 2 zasebne koje su genetički identične, a dvojajčani kada se u jajnicima stvore 2 jajne stanice i bivaju oplođene dvama spermatozoidima.